# Rich Hill (Missouri)
Rich Hill – miasto w Stanach Zjednoczonych, w stanie Missouri, w hrabstwie Bates.